# Li Ying (judo)
Pour les articles homonymes, voir Li Ying.
Li Ying (judo), née le 8 avril 1981, est une judokate chinoise, médaille d'or aux Championnats du monde de 2005 dans la catégorie  poids mi-légers (-52 kg),.